# Efectos de los plaguicidas en la salud humana
Los efectos de los plaguicidas en la salud humana pueden ser agudos o retrasados en aquellos que están expuestos.
La aplicación de plaguicidas y fertilizantes impacta sobre la salud humana, existiendo relaciones directas entre varios tipos de cáncer, problemas en la piel, problemas neurológicos, trastornos en el desarrollo neurológico, defectos congénitos y muerte fetal. En particular, los trabajadores rurales que deben aplicar los productos agroquímicos son quienes sufren el mayor riesgo y se ven afectados por el contacto directo, llegando a sufrir daños genéticos. La situación es particularmente grave para quienes trabajan en cultivos intensivos en el Tercer Mundo. La OMS también advierte que quienes se encuentran en áreas cercanas a la aplicación también se encuentran en una situación de mayor riesgo de exposición.
Una revisión sistemática de la literatura científica encontró en 2007 que «la mayoría de los estudios sobre el linfoma y la leucemia no Hodgkin mostraron asociaciones positivas con la exposición a pesticidas» y por lo tanto concluyó que el uso de pesticidas se debería reducir.
Según datos de la OMS, unas 10 personas mueren al año por el uso de plaguicidas y 20 quedan intoxicadas de forma aguda por su utilización en la agricultura y la ganadería.[cita requerida] Según la Convención de Estocolmo sobre Contaminantes Orgánicos Persistentes (2001), 9 de los 12 productos químicos más peligrosos y persistentes eran pesticidas, algunos de los cuales se han retirado de circulación.[cita requerida]

## Efectos agudos
Pueden ocurrir problemas de salud agudos en los trabajadores que manejan pesticidas, como dolor abdominal, mareos, dolores de cabeza, náuseas, vómitos, así como problemas en la piel y los ojos. En China, se estima que medio millón de personas son envenenadas por pesticidas cada año, 500 de las cuales mueren. Las piretrinas, los insecticidas comúnmente utilizados en los pesticidas comunes de insectos, pueden causar una condición potencialmente mortal si se inhalan.

## Efectos a largo plazo

### Cáncer
Muchos estudios han examinado los efectos de la exposición a pesticidas en el riesgo de cáncer. Se han encontrado asociaciones con: leucemia, linfoma, cerebro, riñón, mama, próstata, páncreas, hígado, pulmón y cáncer de piel. Este mayor riesgo ocurre tanto con exposiciones residenciales como ocupacionales. Se han encontrado mayores tasas de cáncer entre los trabajadores agrícolas que aplican estos químicos. La exposición ocupacional de una madre a los pesticidas durante el embarazo se asocia con un aumento en el riesgo de leucemia, tumor de Wilms y cáncer cerebral del niño. La exposición a insecticidas dentro del hogar y herbicidas en el exterior del hogar está asociada con cánceres de sangre en niños.

### Neurológicos
La evidencia vincula la exposición a pesticidas con resultados de pobres desempeños neurológicos.     
La Agencia de Protección Ambiental de los Estados Unidos finalizó una revisión de 10 años de los pesticidas organofosforados después de la Ley de Protección de la Calidad de los Alimentos de 1996, pero hizo poco para dar cuenta de los efectos neurotóxicos del desarrollo, lo que generó fuertes críticas dentro de la agencia y de investigadores externos.  No se han realizado estudios comparables con pesticidas más recientes que están reemplazando a los organofosforados, como los neonicotinoides.

### Efectos reproductivos
La evidencia sólida vincula la exposición a pesticidas con defectos de nacimiento, muerte fetal y crecimiento fetal alterado. El Agente Naranja, una mezcla 50:50 de 2,4,5-T y 2,4-D, se ha asociado con mala salud y efectos genéticos en Malaya y Vietnam. También se descubrió que los fetos que en algún momento estuvieron expuestas a pesticidas tenían un bajo peso al nacer y defectos de desarrollo.

#### Fertilidad
Varios pesticidas, incluidos el dibromoclorofano y el 2,4-D, se han asociado con una disminución de la fertilidad en los hombres. La exposición a pesticidas resultó en una fertilidad reducida en los hombres, alteraciones genéticas en los espermatozoides, un número reducido de espermatozoides, daño al epitelio germinal y función hormonal alterada.

### Otros
Algunos estudios han encontrado un mayor riesgo de dermatitis en las personas expuestas.
Además, los estudios han indicado que la exposición a pesticidas está asociada con problemas respiratorios a largo plazo. Los resúmenes de investigaciones revisadas por pares han examinado el vínculo entre la exposición a pesticidas y los resultados neurológicos y el cáncer, quizás las dos cosas más significativas que resultan en trabajadores expuestos a organofosforados.
Según los investigadores de los Institutos Nacionales de Salud (NIH), los aplicadores de pesticidas con licencia que usaron pesticidas clorados en más de 100 días en su vida tenían un mayor riesgo de diabetes. Un estudio encontró que las asociaciones entre pesticidas específicos y diabetes incidental variaron entre un 20 y un 200 por ciento de aumento en el riesgo. El 3.4 por ciento de los que estaban en la categoría más baja de uso de pesticidas reportaron nuevos casos de diabetes en comparación con el 4.6 por ciento de los que estaban en la categoría más alta. Los riesgos fueron mayores cuando los usuarios de pesticidas específicos se compararon con los aplicadores que nunca aplicaron ese químico.

## Ruta de exposición
Las personas pueden estar expuestas a los pesticidas por una serie de actividades diferentes, que incluyen sus actividades laborales y domésticas. Las personas pueden entrar en contacto con los pesticidas en sus espacios de trabajo, en el hogar y en la escuela. Los pesticidas también pueden encontrarse en los alimentos y en el agua que consumen las personas. Las personas están expuestas a los plaguicidas a través de la inhalación, por medio de la contaminación del aire[cita requerida]. 
Existe la preocupación de que los pesticidas utilizados para controlar las plagas en los cultivos agrícolas sean peligrosos para las personas que consumen esos alimentos. Estas preocupaciones son una de las razones del movimiento de alimentos orgánicos. Muchos cultivos alimenticios, incluyendo frutas y verduras, contienen residuos de pesticidas después de ser lavados o pelados. Los productos químicos que ya no se usan pero que son resistentes a la descomposición durante largos períodos pueden permanecer en el suelo y el agua y, por lo tanto, en los alimentos.
La Comisión del Codex Alimentarius de las Naciones Unidas ha recomendado normas internacionales para límites máximos de residuos (LMR), para pesticidas individuales en los alimentos.
En la Unión Europea, la DG-SANCO establece los LMR. 
En los Estados Unidos, los niveles de residuos que permanecen en los alimentos se limitan a los niveles de tolerancia establecidos por la Agencia de Protección Ambiental de los Estados Unidos. La APA establece las tolerancias en función de la toxicidad del pesticida y sus productos de descomposición, la cantidad y frecuencia de la aplicación del pesticida y la cantidad de pesticida (es decir, el residuo) que permanece en los alimentos o sobre ellos en el momento de su comercialización y preparación.
Los niveles de tolerancia se obtienen mediante evaluaciones de riesgo científicas que los fabricantes de pesticidas deben producir al realizar estudios toxicológicos, modelos de exposición y estudios de residuos antes de que se pueda registrar un pesticida en particular, sin embargo, los efectos se prueban para pesticidas individuales, y hay poca información sobre posibles efectos sinérgicos de la exposición a múltiples trazas de pesticidas en el aire, los alimentos y el agua.
Las fresas y los tomates son los dos cultivos con el uso más intensivo de fumigantes del suelo. Son particularmente vulnerables a varios tipos de enfermedades, insectos, ácaros y gusanos parásitos. En 2003, solo en California, se utilizaron 3,7 millones de libras (1.700 toneladas métricas) de metano sódico en los tomates. En los últimos años, otros agricultores han demostrado que es posible producir fresas y tomates sin el uso de productos químicos nocivos y de manera rentable.
Las rutas de exposición distintas al consumo de alimentos que contienen residuos, en particular la deriva de pesticidas, son potencialmente significativas para el público en general.
Algunos pesticidas pueden permanecer en el ambiente por períodos prolongados de tiempo. Por ejemplo, la mayoría de las personas en los Estados Unidos todavía tienen niveles detectables de DDT en sus cuerpos a pesar de que fue prohibido en los Estados Unidos en 1972.

## Prevención
La exposición a pesticidas no puede estudiarse en ensayos controlados con placebo, ya que esto no sería ético. Por lo tanto, no se puede establecer una relación de causa efecto definitiva.  Evidencia consistente puede y ha sido recolectada a través de otros diseños de estudio.  Por lo tanto, el principio de precaución se usa con frecuencia en la legislación ambiental, de modo que no se requiere una prueba absoluta antes de que se realicen esfuerzos para disminuir la exposición a toxinas potenciales.
La Asociación Médica Estadounidense recomienda limitar la exposición a los pesticidas y utilizar alternativas menos peligrosas. Llegaron a esta conclusión debido al hecho de que los sistemas de vigilancia actualmente en uso son inadecuados para determinar los problemas relacionados con la exposición. En el reporte publicado en 1997 advertían que:

Existe incertidumbre acerca de los efectos de la exposición prolongada de dosis bajas de plaguicidas. Los sistemas de supervisión actuales son inadecuados para definir los riesgos potenciales relacionados con el uso de plaguicidas y con enfermedades relacionadas a plaguicidas (...).  Teniendo en cuenta estas faltas de datos, es prudente (...) limitar la exposición a plaguicidas (...) y usar los plaguicidas químicos menos tóxicos o recurrir a alternativas no químicas.

La utilidad de la certificación del aplicador y los programas de notificación pública también tienen un valor desconocido en su capacidad para prevenir resultados adversos.  

## Epidemiología
La Organización Mundial de la Salud y el Programa de las Naciones Unidas para el Medio Ambiente estiman que cada año, 3 millones de trabajadores en la agricultura en el mundo en desarrollo sufren intoxicaciones graves por pesticidas, de los cuales aproximadamente 18.000 mueren. Según un estudio, hasta 25 millones de trabajadores en los países en desarrollo pueden sufrir envenenamiento leve por pesticidas anualmente. Se encontraron niveles detectables de 50 pesticidas diferentes en la sangre de una muestra representativa de la población estadounidense.

## Conflictos de interés en la investigación sobre pesticidas
Se han planteado preocupaciones sobre conflictos de intereses con respecto a la base de investigación. Después de su muerte, se descubrió que Richard Doll, del Imperial Cancer Research Fund en Inglaterra, tenía vínculos no revelados con la financiación de la industria.